# ヒックスヴィル
ヒックスヴィル（HICKSVILLE）は日本のロックバンド。ロッテンハッツのメンバーの内、3人が同バンド解散後の1994年に結成。1995年にインディーズから音源発表ののち、1996年にSony Recordsからメジャー・デビュー。

## メンバー
- 真城めぐみ（ましろ めぐみ、1965年7月12日 - ） - ヴォーカル。名前は「メグミ」と片仮名表記の時もある。
  - 神奈川県出身。小沢健二やノーナ・リーヴス、キリンジ、ホフディランなど数多の音楽家のライブ/レコーディングにコーラスで参加。

- 中森泰弘（なかもり やすひろ、1959年3月3日-） - ギター、ヴォーカル。
  - 長崎県北松浦郡出身。キリンジ、ギャランティーク和恵、カーネーション、かせきさいだぁのレコーディングやライブに参加。カメラマンとしても活動。

- 木暮晋也（こぐれ しんや、1966年12月17日 - ） - ギター、ヴォーカル。
  - 大阪府寝屋川市出身。定期的に弾き語りのソロ活動を行っており、またORIGINAL LOVEやフィッシュマンズ、小沢健二のサポート、かせきさいだぁとのユニット・TOTEM ROCKとしても活動中。

## 概要
1980年代後半、ネオGSシーンの中でメンバーとなる面々の交流がスタート。当時はそれぞれ別のバンドに所属（真城=ペイズリー・ブルー、中森=ザ・ハワイズ、木暮=ワウワウ・ヒッピーズ）。
1989年、上記の3人と片寄明人、高桑圭、白根賢一の3人でロッテンハッツを結成。2枚のアルバムと3枚のシングルを発表後、「音楽性の相違」により解散。真城、中森、木暮の3人で1994年にヒックスヴィルを結成（他の3人はGREAT3を結成）。
1995年、BAD NEWSレーベルからミニ・アルバム『RIDER』でデビュー。翌1996年にSony Recordsからシングル『バイバイブルース』を発表し、メジャー・デビューする。1stアルバム『トゥデイ』は服部良一音楽祭・優秀アルバム賞に選出。以降、ライブ活動も活発に行い、Sony Recordsから3枚のアルバムと6枚のシングルを発表。
2000年代に入るとリリースが無くなりライブも若干ペースが落ちるものの、現在に至るまで自主企画「VILLAGE PEOPLE」など、マイペースで活動を続けており、2008年にはカバー曲ながら久々にヒックスヴィル名義の音源を発表。正式は「ヒックスヴィルと堂島孝平」名義であるが、2009年は同名義でライブ活動も行う。堂島孝平との活動では3人揃って参加することもある。
2015年に真城と中森が、ザ・クロマニヨンズの真島昌利と「ましまろ」を結成の他、中森は2017年から2019年までSOLEILでも活動した。

## 賞歴
- 1996年 - 服部良一音楽祭・優秀アルバム賞受賞。
- 2018年 - みうらじゅん賞。

## ディスコグラフィー

### シングル
- バイバイ・ブルース（1996年4月21日発売、Sony Records SRCL-3553）
  - 1.バイバイ・ブルース 2.あたしのスウィート・ベイビー 3.浅き夢見し
- 空色模様（1996年10月21日発売、Sony Records SRDL-4288）
  - 1.空色模様 2.時 3.〈CD EXTRA〉
- こんな晴れた日には（1997年2月21日発売、Sony Records SRDL-4328）
  - 1.こんな晴れた日には 2.こんな晴れた日には（イリシット・ツボイ・ミックス） 3.あたしのスウィート・ベイビー（アコースティック・ライブ・ヴァージョン） 4.こんな晴れた日には（オリジナル・カラオケ） 5.〈CD EXTRA・まきがめwith HICKSVILLE（for Macintosh）〉 6.〈CD EXTRA・3Dさめがめwith HICKSVILLE（for Windows）〉
- 恋する青春（1997年7月21日発売、Sony Records SRCL-3985）
  - 1.恋する青春 2.真夏のサン・ホセ（シングル・ミックス） 3.雲のように
- こんな晴れた日には コンパクト・ベスト（1998年6月20日発売、Sony Records SRDL-4536）
  - 1.あたしのスウィート・ベイビー 2.ライダー（ライブ・ヴァージョン） 3.バイバイ・ブルース（ライブ・ヴァージョン）
- 孤独な心臓（ハート）（1999年5月21日発売、Sony Records SRCL-4487）
  - 1.孤独な心臓（ハート） 2.サマー・ラプソディ 3.雨のスウィング

### アルバム
- RIDER（1995年6月24日発売、PEOPLE'S RECORDS JOR-1）
  - 1.ライダー 2.手紙でも書こう 3.灰色の日々 4.恋人たち
    - インディーズ・ミニ・アルバム。
    - 1996年9月21日バンダイ・ミュージックエンタテインメントより再発。
- トゥデイ（1996年5月22日発売、Sony Records SRCL-3514）
  - 1.あたしのスウィート・ベイビー 2.夜間旅行 3.バイバイ・ブルース 4.オアシス 5.ベイビー 6.あの娘 7.今夜このまま 8.ナチュラル 9.2人のサイクル 10.天国まで
    - 服部良一音楽祭・優秀アルバム賞受賞。
- サンセット・ブルバード（1997年9月1日発売、Sony Records SRCL-4036）
  - 1.Keep On Going 2.恋する青春 3.真夏のサン・ホセ（アルバム・ミックス） 4.白昼の幻想 5.空色模様 6.サンセット・ブルヴァードは赤く 7.ラジオ 8.時 9.ブルーグレイ 10.恋のはじまり 11.エンディング・ソング 12.こんな晴れた日には 13.サンセットブルヴァードは赤く（Reprise） 14.〈CDエクストラ〉
- マイレージ（1999年6月19日発売、Sony Records SRCL-4486）
  - 1.バンブークラブ～恋のシュビドゥワ! 2.フォレスト・グリーン 3.孤独な心臓（ハート） 4.月光浴 5.夢の涯て 6.シュルシュル 7.スピリチュアル 8.シティ・ライツ 9.週末のスピード 10.愛のかたち 11.5月のスプリンクラー 12.サヨナラ
- WELCOME BACK（2014年12月10日発売、VILLAGE DISC VDCD0001）
  - 1.レトロピカーナ 2.FLY AWAY 3.今年のクリスマスソング 4.ビデオテープ 5.LOVE♡SONG 6.帰ろう 7.Listen 8.くちづけキボンヌ 9.サンセット サンライズ 10.皆既月蝕

### アナログ盤
- トゥデイplus（1996年xx月xx日発売、tonakkai TKI001/3）
  - あたしのスウィート･ベイビー/夜間旅行/バイバイ･ブルース/オアシス/ベイビー/あの娘/今夜このまま/ナチュラル/2人のサイクル/天国まで/夏の終わりに/ライダー（live）

### セッション/オムニバス参加作品
- かせきさいだぁ / アルバム「かせきさいだぁ」（1995年10月、トイズファクトリー、2008年8月20日再発 おもちゃ工房 OMOCD-0044）
  - M-1.さいだぁ≡ぶるーす（木暮&中森：ギター、真城：コーラス）、M-3.土曜日のかせきさいだぁ≡（木暮：作曲、木暮&中森&真城：コーラス）、M-8.冬へと走りだそう（木暮：ギター）、M-10.ディグ・ダグ・プーカ（木暮：作曲&コーラス）、M-13.冬へと走りだそう・再び（木暮：作曲&ギター）
- フィッシュマンズ / 「BABY BLUE」（1996年3月27日、ポリドール）
  - M-2.サニー・ブルー（ヒックスヴィル・ミックス）
- かせきさいだぁ≡ / アルバム「SKYNUTS」（1998年8月21日、トイズファクトリー、2008年8月20日再発 おもちゃ工房 OMOCD-0045）
  - M-1.急げハリー!!（木暮：作曲&ギター&ベース&コーラス）
- I MISS YOU'99（1999年1月21日、Sony Records SRCL-4454）
  - M-11. 恋する青春
- 松本隆 / 風街図鑑 1969-1999（1999年12月1日発売、Sony Records SRCL-4701/8）
  - 風街図鑑 街編 MACHI SIDE 1 M-9.孤独な心臓（ハート）
- ドリーム・ア・リトル・ドリームズヴィル（2000年12月21日発売、ドリームズヴィル レコード YDCD-0044）
  - M-15.浅き夢見し（ライヴ）
- KINKY BOOT ～ TRIBUTE TO THE KINKS（2002年2月21日発売、VICTOR VICL-60847）
  - M-8.アフタヌーン・ティー
- BEAT OFFENDERS ～ A TRIBUTE TO THE COLLECTORS（2002年10月23日発売、EAST WEST/TRINITAS AMCT-10009）
  - M-10.2065
- トーキョーシティライツ vol.1（2003年3月5日発売、ポリスター/VIBES DISC MTCH-1028）
  - M-10.恋人たち
- ようこそ夢街名曲堂へ!（2003年4月19日発売、ドリームズヴィル・レコード YDCD-0093）
  - M-1.黒沢秀樹&リトル・ギャング（真城めぐみ&片岡知子）/Welcome To Dreamsville
  - M-8.真城めぐみ&中森泰弘（from ヒックスヴィル）/Close To You（ライヴ/カーペンターズのカバー）
- 宇宙 ベスト・オブ・フィッシュマンズ（2005年4月21日発売、UNIVERSAL UICZ-4112）
  - DISC2-M-5.SUNNY BLUE（HICKSVILLE MIX）
    - 1996年のシングル収録曲と同一音源。
- GO-GO KING RECORDERS ORIGINAL RECORDINGS vol.1（2006年3月22日発売、columbia/トライアド COCP-50884）
  - M-2.Rider（新録音）
- 一緒にうたおう!NHKみんなのうた～大人Ver.～（2008年2月6日発売、バッド・ニュース BNCL-33）
  - M-5.南の国のハメハメハ大王 / ヒックスヴィルと堂島孝平
- 堂島孝平 / THE UNIRVANA SHOW [CD+DVD]（2008年8月6日発売、バップ VPCC-80630）
  - 「堂島孝平ユニルヴァーナオーケストラ」のメンバーとして3人で参加。

## タイアップ一覧
| 年     | 曲名               | タイアップ                                                                     |
| ------ | ------------------ | ------------------------------------------------------------------------------ |
| 1996年 | バイバイ・ブルース | 日本テレビ系『NG（The Next Generation）』エンディングテーマ                    |
| 1996年 | バイバイ・ブルース | フジテレビ系『めちゃ2イケてるッ!』エンディングテーマ（1998年10月 - 1999年3月） |
| 1997年 | こんな晴れた日には | 花王「メリット」CMソング                                                       |
| 1997年 | こんな晴れた日には | フジテレビ系『めちゃ2イケてるッ!』エンディングテーマ（1998年4月 - 9月）        |
| 1997年 | 恋する青春         | テレビ東京系『開運!なんでも鑑定団』エンディングテーマ                          |

## ヘヴィー・ローテーション/パワープレイ

### テレビ
| 放送年 | 曲名               | ヘビーローテーション/パワープレイ         |
| ------ | ------------------ | ----------------------------------------- |
| 1996年 | バイバイ・ブルース | スペースシャワーTV 1996年3月度POWER PUSH! |

## 書誌情報

### スコアブック
- Band Score　Hicksville/Today（1996年6月xx日、ケイ・エム・ピー、ISBN 4-7732-1078-8）
  - トゥデイ全曲+恋人たち、灰色の日々のスコア、曲解説、インタビューを収録。